# Батырово
Батырово (баш. Батыр) — село в Федоровском районе Республики Башкортостан Российской Федерации. Входит в состав Михайловского сельсовета.

## География

### Географическое положение
Расстояние до:
- районного центра (Фёдоровка): 38 км,
- центра сельсовета (Михайловка): 3 км,
- ближайшей ж/д станции (Мелеуз): 62 км

Находится на берегу реки Ашкадар, в месте впадения рек Балталы и Ногаелги.

## Население
| 2002 | 2009 | 2010 |
| ---- | ---- | ---- |
| 458  | →458 | ↘441 |

Национальный состав
Согласно переписи 2002 года, преобладающие национальности — башкиры (66 %), татары (34 %).

## Религия
В селе есть мечеть.

## Известные жители
- Мударис Басирович Багаев (башк. Багаев Мѳҙәрис; 2 ноября 1951, д. Батырово, Федоровский район, БАССР — 10 декабря 2022) — башкирский поэт, драматург, детский писатель, фантаст, журналист.